# 达里娜·杜达
达里娜·弗拉基米罗芙娜·杜达（烏克蘭語：Дарина Володимирівна Дуда，2003年11月29日—），乌克兰艺术体操运动员，2023年欧洲艺术体操锦标赛团体银牌得主、2023年世界艺术体操锦标赛3人带操+2人球操铜牌得主。